# Roeselia intermedia
Roeselia intermedia är en fjärilsart som beskrevs av Druce 1895. Roeselia intermedia ingår i släktet Roeselia och familjen trågspinnare. Inga underarter finns listade.